# Мавзолей «Имам-заде» (Барда)
Бардинский мавзолей «Имам-заде» или мечеть Ибрагима (азерб. Bərdə İmamzadə türbəsi) — исторический религиозный и архитектурный памятник в центре города Барда.
Изначально построенная в качестве гробницы, Имам-заде города Барды впоследствии стала местом паломничества. К гробнице была пристроена мечеть, таким образом был создан комплекс религиозных памятников.

## История
Аббасгулу Ага Бакиханов в 1841 году в своем знаменитом «Гюлистан-и Ирам» упоминает:

Бесчисленные развалины городов и селений, разбросанные по всему пространству восточной части Кавказского края…имам-зада трех потомков имамов в городах Шемахе, Гандже и Барде и четвёртого их потомка в деревне Бюльбюля, святой Биби-Хейбата (Хукейма) — сестры восьмого шиитского имама Ризы в Баку, могила Суфи-Хамида в ширванском Кобыстане и многих других сейидов, шейхов и ученых людей показывают, что этот край был всегда местопребыванием важных как в духовном, так и в ученом отношении людей.— Аббас-Кули-ага Бакиханов. «Гюлистан-и Ирам» / Академия Наук Азербайджанской ССР, Институт истории. — Баку: Элм, 1991.
Согласно научным источникам, здесь похоронена внучка пятого имама джафаринских шиитов Мухаммеда аль-Багира — шахзаде Исмаил. В 7 километрах от Барды, в Имам-заде города Гянджа, был похоронен Третий сын Мухаммеда аль-Бакира, Ибрагим Иса.
В 1861 году мечеть привлекла внимание приехавшего в Барду русского востоковеда Б. Дорна. Позднее он писал: 

…Там находится древняя Имамзаде, дата постройки которой неизвестна. Тем не менее, он действует как место поклонения. Ремонт старого здания обошелся его владельцу в 3000 серебряных рублей.— Дорн Борис Андреевич Отчет об ученом путешествии по Кавказу и южному берегу Каспийского моря. – 1861 год
Азербайджанский советский искусствовед А. Саламзаде утверждал, что сначала Имам-заде была только гробницей. Он объяснял это отсутствием мехраба в интерьере. По словам исследователя, информация Дорна о ремонтных работах напрямую связана к ремонту гробницы, так как мечеть была пристроена позже, в 1868 году. Мечеть была построена архитектором Кербалаи Сефихан Карабаги
Информация о строительстве мечети также приводится в «Кавказском календаре» 1886 года: «Мавзолей Имамзаде находится в городе Барда Джаванширского уезда Елисаветпольской губернии. В 1868 году на могиле была построена мечеть.»
В 2014—2015 годах Фондом знаний при Президенте Азербайджанской Республики на территории комплекса были проведены реставрационные работы.

## Архитектурные особенности

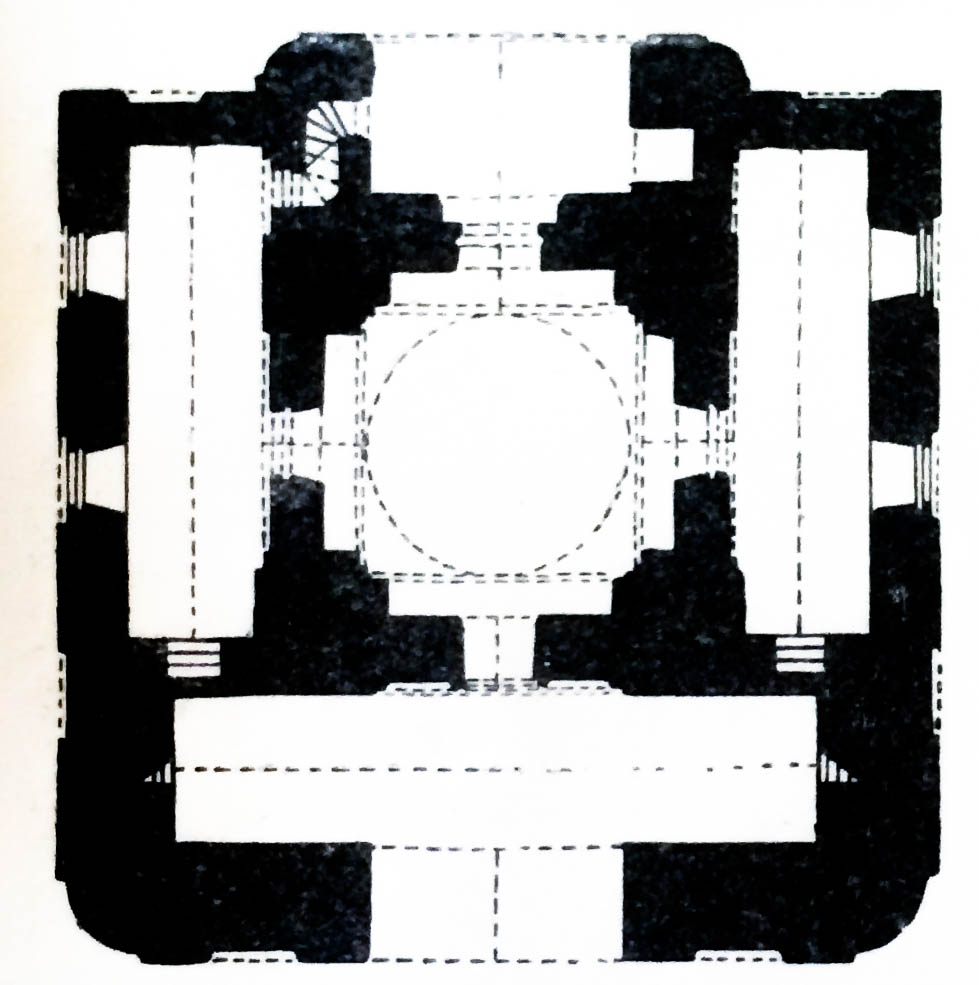
План мавзолея Имам-заде

По словам А. Саламзаде, архитектор, руководивший строительными работами, «сумел создать великолепную архитектурную работу с четырьмя минаретами и интересным пространственным решением». Считается, что это первая в Азербайджане мечеть с четырьмя минаретами. Что, несомненно, говорит о её высочайшем статусе. Два минарета — высотой по 15 м с оригинальными площадками для муэдзина, увенчанные маленькими куполами, опирающимися на восемь столбиков, а два — по 12 м высотой, не увенчанные ничем, словно обрезанные.
Мечеть выложена их красного и розового кирпича, обе пары минаретов имеют свой рисунок: у высоких — ромбический, у невысоких — зигзагообразный. При строительстве мавзолея Имам-заде традиция использования кладки кирпича Арранской архитектурной школы была смелой и успешной. Также были применены методы, использованные для формования различных элементов фасада, встречающихся в архитектуре Мавзолея Момине хатун и Мавзолея в Барде.
В мавзолее Имамзаде имеется обширная подземная часть, по площади равная наземной части. Раньше и подземную часть посещали паломники, но сейчас это запрещено, вход заложили камнями.